# School of Life
School of Life (bra Escola da Vida) é um telefilme canado-americano de 2005, do gênero comédia dramática, dirigido por William Dear, escrito por Jonathan Kahn e estrelado por Ryan Reynolds, John Astin e David Paymer.

## Elenco
| Ator              | Personagem                  |
| ----------------- | --------------------------- |
| Ryan Reynolds     | Sr. D ou Michael "D" Angelo |
| John Astin        | Stormin' Norman Warner      |
| David Paymer      | Matt Warner                 |
| Andrew Robb       | Dylan Warner                |
| Symon Faris       | Drean Warner                |
| Kate Vernon       | Ellie Warner                |
| Leila Johnson     | Denise Davies               |
| Chris Gauthier    | treinador Vern Cote         |
| Alexander Pollock | Clyde                       |
| Don McKay         | diretor Bass                |
| Shylo Sharity     | Chase Witherspoon           |
| Gordie Giroux     | Seth                        |
| Keith Miller      | Howard                      |